# Joseph Roumanille
Joseph Roumanille (prowans.: według zapisu Mistrala – Jousé Roumaniho, według zapisu klasycznego – Josèp Romanilha; ur. 8 sierpnia 1818 w Saint-Rémy-de-Provence, zm. 24 maja 1891 w Awinionie) – francuski poeta i wydawca, piszący w dialekcie prowansalskim. 
W młodości pracował jako nauczyciel w szkole średniej w Awinionie, gdzie jego uczniem był Frédéric Mistral. W roku 1854 został jednym ze współzałożycieli Związku Felibrów, któremu poświęcił się niemal całkowicie. W roku 1862 objął funkcję sekretarza tego stowarzyszenia, a w roku 1884 wybrano go na przewodniczącego. W 1855 otworzył w Awinionie wydawnictwo, w którym ukazywało się pismo „Armana Prouvençau”. Tam zamieszczał większość swoich nowelek, cenionych ze względu na barwny język. 21 lutego 1859 roku opublikował pierwsze wydanie Mirejo Mistrala.